# György Bánffy (1845–1929)

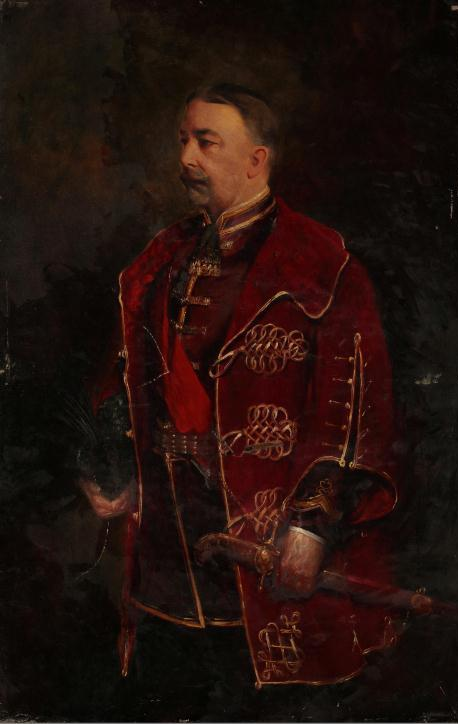
György Bánffy

Graaf György Bánffy de Losoncz (Kolozsvár, 12 juni 1845 - aldaar, 16 november 1929) was een Zevenburgs edelman en lid van het Magnatenhuis van de Hongaarse Rijksdag.

## Biografie
György Bánffy werd geboren in de adellijke magnatenfamilie Bánffy de Losoncz. Zijn vader, graaf Miklós Bánffy de Losoncz (1801-1894), was een keizerlijk en koninklijk kamerheer. Zijn moeder was Katalin Bethlen (1814-1871). György Bánffy was lid van het Huis van Afgevaardigden in de Rijksdag sinds 1869 en vervolgens vanaf 1875 lid van het Magnatenhuis. In 1867 werd hij Ridder van de Gulden Spoor, in 1892 werd hij aangesteld als kamerheer en in 1896 benoemd tot echt geheimraad (Wirklicher Geheimrat) en koninklijk opperste deurwachter (Königlicher Oberst-Türhüter).
Hij was de oprichter van een Heraldische en Geschiedkundige Genootschap en een Museum voor Toegepaste Kunsten. In 1903 schonk hij zijn familiearchieven aan het Zevenburgs Museum. Op zijn landgoed in Bonchida, kasteel Bánffy, organiseerde hij regelmatig landbouwtentoonstellingen. Bovendien was hij een voortreffelijk paardenkweker en kunstverzamelaar.
Zijn echtgenote was barones Irma (née) Bánffy de Losoncz, die stamde uit een relatief verre tak van de familie, die de titel van baron voerde. Samen hadden ze één zoon: Miklós Bánffy de Losoncz.